# Georges Besse
Georges Besse (Clermont-Ferrand, 25 dicembre 1927 – Parigi, 17 novembre 1986) è stato un dirigente d'azienda e imprenditore francese, fondatore della Eurodif e presidente della casa automobilistica Renault, ucciso da un commando di terroristi appartenenti al movimento di Action directe.

## Biografia
Nato in una famiglia di operai, si laurea all'École polytechnique di Parigi, specializzandosi nell'utilizzo dell'energia atomica. Entrato nel Commissariato per l'energia atomica, nel 1973 fonderà la Eurodif (European Gaseous Diffusion Uranium Enrichissement Consortium), azienda specializzata nell'arricchimento dell'uranio e nello smaltimento delle scorie nucleari.
Chiamato a risollevare le sorti finanziarie della prima casa automobilistica francese, intraprese un percorso finanziario che prevedeva il licenziamento di 21.000 addetti nell'arco di due anni. Quest'azione decisionista portò alla reazione terroristica ed alla sua uccisione, avvenuta davanti alla sua abitazione.